# Jun’ichi Kogawa
Jun’ichi Kogawa (jap. 古川 純一, Kogawa Jun’ichi; * 12. Februar 1972 in Kanagi, Präfektur Aomori) ist ein ehemaliger japanischer Nordischer Kombinierer.

## Werdegang
Kogawa, der nach seinem Abschluss an der Kinki-Universität ins Ski Team der Recruit Corporation aufgenommen wurde, trat in der Weltcup-Saison 1992/93 erstmals international in Erscheinung. So belegte er zum Saisonauftakt in Vuokatti den dreizehnten Rang, was seine ersten Weltcup-Punktgewinne darstellten. Bei der Winter-Universiade 1993 im polnischen Zakopane wurde Kogawa Universiadesieger in der Nordischen Kombination vor Stanisław Ustupski und Landsmann Kazuyoshi Fujiwara, womit der Wettkampf zum dritten Mal in Folge von einem Japaner gewonnen wurde. Anfang März 1993 verpasste Kogawa als 28. bei den Lahti Ski Games in Lahti noch die Punkteränge, ehe er eine Woche später beim Holmenkollen-Skifestival in Oslo den dritten Platz belegte. Es war seine erste und einzige Podestplatzierung im Weltcup. Die Saison schloss er mit dem sechsten Rang in Štrbské Pleso sowie auf dem dreizehnten Rang in der Weltcupgesamtwertung ab.
Im Winter 1993/94 erreichte Kogawa nur am 15. Januar 1994 als Elfter beim Gundersen von der Großschanze und über 15 Kilometer die Punkteränge. Trotz einer großen nationalen Konkurrenz wurde er in die japanische Delegation für die Olympischen Winterspiele 1994 in Lillehammer berufen, wo er im Gundersen Einzel zum Einsatz kam. Dabei wurde einmal mehr deutlich, dass Kogawas Stärken im Springen lagen, denn während er als Achter nach dem Springen noch aussichtsreich im Rennen lag, verlor er mit der 42. Laufzeit einige Plätze und belegte schließlich Rang 19. Da drei Japaner bessere Ergebnisse vorzuweisen hatten, durfte er am Teamwettbewerb nicht teilnehmen. In den folgenden Jahren verlor Kogawa den Anschluss an das Weltcup-Team und erreichte nur noch einmal, im Januar 1995 im italienischen Val di Fiemme die Punkteränge. Kogawa nahm daher vermehrt an Wettkämpfen des zweitklassigen B-Weltcups teil. Dennoch war er bei den Olympischen Winterspielen 1998 im heimischen Nagano erneut Teil der japanischen Auswahl, kam allerdings wieder nur im Gundersen Einzel zum Einsatz. Nachdem Kogawa starke Sprünge gezeigt hatte und als Vierter auf die Loipe gegangen war, lief er letztlich mit einem Rückstand von mehr als vier Minuten auf dem 23. Platz ins Ziel. Nach der Saison 1997/98 trat er bei internationalen Wettbewerben nicht mehr in Erscheinung.

## Statistik

### Platzierungen bei Olympischen Winterspielen
| Jahr und Ort     | Wettbewerb | Wettbewerb |
| Jahr und Ort     | Gundersen  | Team       |
| ---------------- | ---------- | ---------- |
| 1994 Lillehammer | 19.        | –          |
| 1998 Nagano      | 23.        | –          |

### Weltcup-Platzierungen
| Saison  | Platz | Punkte |
| ------- | ----- | ------ |
| 1992/93 | 13.   | 028    |
| 1993/94 | 22.   | 171    |
| 1994/95 | 26.   | 211    |

### B-Weltcup-Platzierungen
| Saison  | Platz | Punkte |
| ------- | ----- | ------ |
| 1995/96 | 51.   | 018    |
| 1996/97 | 63.   | 010    |
| 1997/98 | 21.   | 061    |